# Son oncle de Normandie
Pour plus de détails, voir Fiche technique et Distribution.
Son oncle de Normandie est un film français réalisé par Jean Dréville, sorti en 1939.

## Synopsis
Jim Baxter, riche industriel américain, hérite d'une petite villa à Honfleur. Sous un faux nom, il s'y rend avec son domestique Joseph, et prend possession de son héritage. Mais les voisins, ignorant l'identité de Baxter, ne voient qu'avec défiance les deux étrangers. D'autant plus que Jim risque de ravir à Ambroise sa fiancée Brigitte qui s'est éprise du mystérieux américain. Excédé par les manières d'Ambroise, Baxter se livre à des voies de fait sur son rival et, pour ce, passe en correctionnelle. Séance des plus réjouissantes qui se termine par un acquittement et plusieurs mariages 

## Fiche technique
- Titre : Son oncle de Normandie
- Autre titre : La Fugue de Jim Baxter
- Réalisation : Jean Dréville, assisté de Robert-Paul Dagan
- Scénario : Paul Mesnier
- Dialogues : Jean-Henri Blanchon et Léo Mora
- Photographie : Georges Asselin
- Décors : Roland Quignon et Louis Le Barbenchon
- Son : Marcel Wendling et Louis Perrin
- Musique : Georges Auric
- Montage : Raymond Leboursier
- Société de production : Lado Films
- Pays d'origine :  France
- Durée : 80 minutes
- Date de sortie : France, 8 juin 1939

## Distribution
- Eddy Lombard : Jim Baxter
- Josseline Gaël : Brigitte
- Jules Berry : Joseph, le valet de chambre
- Pierre Larquey : Maître Curot
- Betty Stockfeld : Anna Carola
- Albert Broquin : le gardien
- Paul Demange : M. Claudinet
- Janine Merrey : Mélanie, la servante
- Anthony Gildès : le sourd
- Alexandre Mihalesco : le piqué
- René Navarre : le capitaine
- Georges Paulais : l'avocat général
- Gabrielle Rosny : la marchande de liqueurs
- Pierre Stephen : Ambroise, le clerc de notaire
- Marcel Vallée : le président